# ストレプトゾシン
ストレプトゾシンまたはストレプトゾトシン（英語: StreptozocinまたはStreptozotocin、略称:STZ）は、天然由来の有機化合物であり、特に哺乳類の膵臓のβ細胞への毒性を持つ。ランゲルハンス島由来の癌（神経内分泌腫瘍）の治療薬として用いられると共に、動物実験用試薬として、高用量で1型糖尿病、低用量で2型糖尿病のモデル動物を作成する際に用いられる。商品名はザノサー。

## 効能・効果
日本膵・消化管神経内分泌腫瘍（2014年9月26日承認）
米国手術不能なランゲルハンス島由来腫瘍（1982年7月承認）
これらの患者で、腫瘍径の縮小や症状軽減（特にインスリノーマによるインスリン過剰分泌に基づく低血糖）が期待できる。

## 副作用
治験では100%に副作用が見られた。
重大な副作用として添付文書に記載されているものは、
- 腎障害（腎不全、ファンコニー症候群、腎性尿崩症、高窒素血症、無尿、尿糖、ケトン尿、腎尿細管性アシドーシス、低リン酸血症、高クロール血症、低カリウム血症、低カルシウム血症、低尿酸血症など）、
- 骨髄抑制（白血球数減少（4.5%）、リンパ球数減少（13.6%）、好中球数減少（13.6%）、血小板数減少、貧血（ヘマトクリット減少、ヘモグロビン減少など）、
- 耐糖能異常（高血糖（13.6%）、血中インスリン増加（4.5%）、インスリンCペプチド増加（4.5%）、尿中ブドウ糖陽性（22.7%））、

肝障害（50.0%　γ-GTP、AST（GOT）、ALT（GPT）上昇）
である。

## 作用機序
ストレプトゾシン（STZ）はグルコサミン-ニトロソウレア化合物であり、アルキル化剤系の抗悪性腫瘍薬である。DNAのグアニンを架橋させ、 転写・複製をできないようにし、毒性を発現する。また他の機序も有する。DNAのダメージはポリADPリボース化を誘導する。これは糖尿病発現においてDNA損傷自身より重要である。STZはGLUT2によりグルコースと同様に細胞内に取り込まれるのに対して、他のタイプのグルコーストランスポーターには認識されない。STZの膵β細胞への選択毒性は、膵β細胞にGLUT2が高発現している事で説明される。

## 発見から実用化まで
STZは最初、1950年代に抗生物質として米国カンザス州Blue Rapidsで採取された土壌に含まれる細菌Streptomyces achromogenes から単離された。米国では1958年8月に特許申請され、1962年3月に承認されている（アメリカ合衆国特許第 3,027,300号）。
1960年代半ば、STZの膵β細胞への選択的毒性が発見された。これは動物実験での糖尿病作成に用いることができると共に、同時にβ細胞癌の治療に用いることができる可能性を示していた。研究分野では、実験動物の膵島炎または糖尿病発現を目的として用いられた。また1960年代から1970年代にかけて、米国国立がん研究所がSTZの癌化学療法への適応を研究した。1976年11月にランゲルハンス島腫瘍の治療薬として承認申請され、1982年7月に承認された。2014年現在米国では、ジェネリック医薬品が入手可能である。
日本では2011年11月16日に希少疾病用医薬品（オーファンドラッグ）の指定を受け、2014年9月26日に膵・消化管神経内分泌腫瘍の治療薬として承認された（販売名 ザノサー点滴静注用1g）。日本ではノーベルファーマが販売する。

## 効能／効果
- 膵神経内分泌腫瘍
- 消化管神経内分泌腫瘍